# Marius No.1

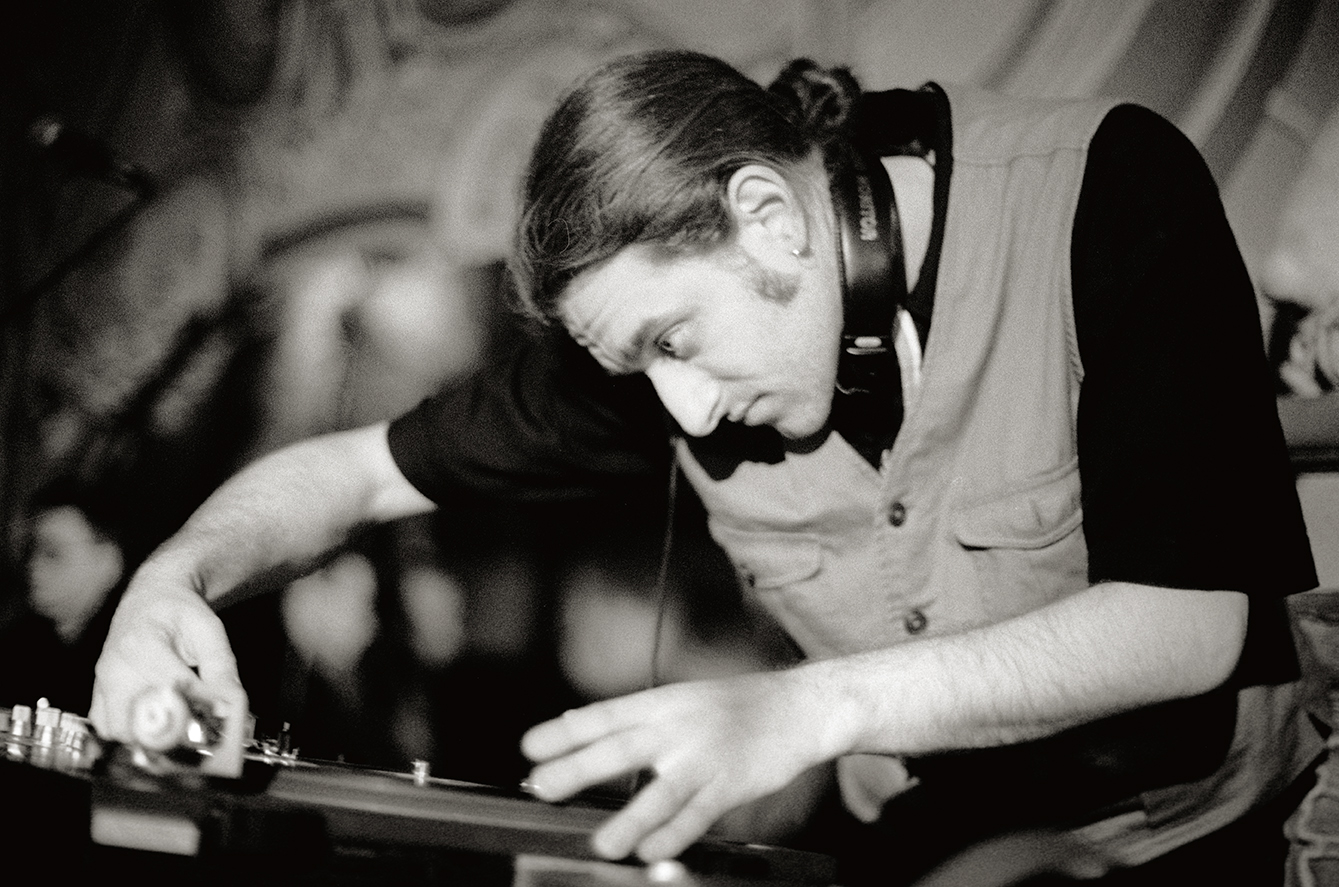
Dj Marius No.1 bei der Arbeit

Marius No.1 (* 28. Dezember 1969; bürgerlich Marius Walczak) ist ein deutscher HipHop-DJ und -Produzent aus Hamburg. Für den Norddeutschen Rundfunk (NDR) moderierte er viele Jahre die erste Hip-Hop-Radiosendung im norddeutschen Raum.

## Werdegang
Marius No.1 ist seit 1987 als DJ tätig. Vom Hamburger Abendblatt wird er als Hip-Hop-Vertreter der ersten Stunde bezeichnet. Im Jahre 1987 nahm er als 17-Jähriger an einer vom NDR veranstalteten DJ-Party im Club Skyy auf dem Spielbudenplatz an der Reeperbahn in Hamburg-St. Pauli teil. Dabei sollten DJs aus dem Raum Hamburg jeweils zehn Minuten live mixen, um ihre Fähigkeiten unter Beweis zu stellen. Ruth Rockenschaub, die Moderatorin der Sendung Soultrain vom NDR, vermittelte ihm daraufhin seine eigene Sendung beim NDR, die anfangs Kopfhörer hieß. Es folgte die No.1 Mixshow, die einmal im Monat zweistündig lief. In seiner Nachfolgesendung mit dem Namen Black Traxx, die durchgängig live von Vinylplatten im Hip-Hop-Stil gemixt war, gab es teilweise Demotitel und exklusive Freestyles (so u. a. von HipHop-Künstlern wie Looptroop, David P., Eißfeldt und Samy Deluxe). Die exklusiven Beiträge stammten nicht nur aus dem europäischen Raum, sondern auch aus den USA (u. a. Visionaries, Phife Dawg, Arsonists). Unter dem Namen Black Traxx lief die Sendung mehr als zehn lang Jahre vierzehntäglich am Donnerstagabend. Neben der Radiotätigkeit studierte Marius No.1 zudem noch angewandte Kulturwissenschaft (Kunst und Musik) in Lüneburg. Nachdem die Sendung im Jahre 2003 kurz nach der Pensionierung des verantwortlichen Redakteurs Klaus Wellershaus auf einen unattraktiveren Sendetermin in die Nacht verschoben und in Raputation umbenannt worden war, beendete Marius No.1 2004 die Zusammenarbeit mit dem NDR mit einer Ausgabe, die von seiner Mutter moderiert wurde.
Überregional bekannt wurde Marius No.1 als DJ und Produzent von Cora E. So war er u. a. für die Musik der Veröffentlichungen Könnt Ihr mich hör´n? und Nur ein Teil der Kultur auf Buback Tonträger verantwortlich. Obwohl die Zusammenarbeit dieser beiden Künstler im Jahre 1995 endete, war Marius No.1 im offiziellen Video zur Single Schlüsselkind (1996) von Cora E. in zwei Szenen in einer Art Cameo-Auftritt zu sehen. Einen ähnlichen Auftritt hatte er im offiziellen Video zum Lied Bitte wer? von DJ Stylewarz feat. Torch & D-Flame (2002). Ende der 1990er-Jahre arbeitete Marius No.1 mit diversen Hip-Hop-Künstlern zusammen und konnte mit seiner Musik und seinen DJ-Künsten zu einigen Veröffentlichungen beitragen.
Im Februar 1995 widmete ihm das Backspin Hip Hop Magazin die Coverstory der dritten Ausgabe.
Marius No.1 ist darüber hinaus durch seine Tätigkeit als Club-DJ bekannt. So legte er seit 1987 freitagnachts im Club Defcon 5 auf (hierbei handelte es sich um die erste regelmäßig stattfindende reine Hip-Hop-Abendveranstaltung in der Stadt Hamburg), in den Räumen, die später als Musikclub Molotov am Spielbudenplatz bekannt wurden. 
Seit 1998 betreibt Marius No.1 das Label Chiefrocker Records, das auf die Veröffentlichung von CDs verzichtet und sich auf den Vertrieb von Schallplatten spezialisiert hat.
Seit 2011 ist Marius No.1 zudem im Dubstep-Bereich unter dem Pseudonym Dubius musikalisch tätig.

## Diskografie
- 1993: Swift (mit Cora E. auf „Kill The Nation“ Sampler (VA))
- 1993: Könnt ihr mich hören? (mit Cora E.; 12" – auch als re-issue, Chiefrocker Records (2003))
- 1994: Nur ein Teil der Kultur (mit Cora E.; 12")
- 1995: Diverse auf „Just A Beat“ (Sampler (VA))
- 1996: Diverse auf „Es ist Zeit sich zu wundern“ (EP von Der Tobi & das Bo)
- 1996: Soapbar (Kastrierte Philosophen present Non Stop People)
- 1996: Faustrecht (auf dem Album „The Real Deal“ (Intercord Record Service, 1996) von „Der Lange und Funky Chris“ (Too Strong))
- 1998: Stage Tools Vol.1 (mit Mirko Machine; LP, Chiefrocker Records)
- 1998: The Big Sound (Marius No.1 vs The Cross Eyed DJ; 10")
- 1998: Chiefrockers Sandmann (Underdog Crew; LP)
- 1999: This Is How We Gonna Do (Marius No.1, Mirko Machine, DJ Stylewarz; Sampler „Universal DJ Invasion“ (VA))
- 1999: Raps Instinkt (Marius No.1 & MC Nandy; 12", Chiefrocker Records)
- 2001: Owners Manual (LP, Chiefrocker Records)
- 2002: Three Dizz Jocks (DJ Stylewarz feat. Marius No.1 & Mirko Machine auf DJ Stylewarz „The Cut“, Mercury)
- 2002: Germoney (EP, Chiefrocker Records)
- 2003: Heimfeld (EP, Chiefrocker Records)
- 2004: The Record Player (EP, Chiefrocker Records)
- 2005: Los Tracks (EP, Chiefrocker Records)